# شرکت سرمایه‌گذاری گروه صنعتی رنا
شرکت سرمایه‌گذاری گروه صنعتی رنا (سهامی عام) یک شرکت سرمایه‌گذاری ایرانی است که در سال ۱۳۵۵ تأسیس شده و هم‌اکنون با نماد «ورنا» در بورس اوراق بهادار تهران معامله می‌شود.

## تاریخچه
بنیانگذاران و شرکای این شرکت رضا و مرتضی رستگار جواهری ، پرویز نصیرپور و سرهنگ امینی بودند (نام "رنا" نیز مخففی از ابتدای کلمات رستگار و نصیرپور و امینی بود) که پس از انقلاب ۱۳۵۷ مجبور به ترک کشور شدند. گروه صنعتی رنا که پیش از آن از دهه ۱۳۴۰ فعال بود دارای یک کارخانه رادیاتورسازی و خودروسازی زامیاد بود که پس از تصویب قانون گسترش مالکیت شرکت‌های تولیدی تبدیل به شرکت مادر آن‌ها و یک شرکت سرمایه‌گذاری شد.
این شرکت پس از انقلاب به سازمان صنایع ملی ایران تعلق داشت لکن با تصمیم هیئت وزیران در سال ۱۳۷۵ اجازه واگذاری سهام آن در بازار سرمایه داده شد.

## بورس و اوراق بهادار
سبد سهام این شرکت به صورت تاریخی بیشتر شامل صنعت خودروسازی بوده‌است، به گونه‌ای که سهم شرکت‌های خودرو و ساخت قطعات در شهریور ۱۳۸۵ شامل ۷۱٪ و در اردیبهشت ۱۳۸۸ شامل ۵۹٫۴۴٪ کل سبد بوده‌است. رنا تنها هلدینگ صنایع خودرو در بورس تهران است که تا ۸۰٪ از سرمایه‌گذاری‌های خود را در این گروه متمرکز می‌کند.
سرمایه ثبت‌شده این شرکت هم‌اکنون ۷۹۶۰ میلیارد ریال است که در بهمن ۱۳۹۷ آن را از محل مطالبات، آورده نقدی و سود انباشته ۳۳٪ افزایش داد. رنا در سال ۱۳۹۵ نیز افزایش سرمایه داشت که به مانند سال ۱۳۹۷، عملکردش در پرداخت سود سهامدارانی که در پذیره‌نویسی سهام حق تقدم شرکت نکردند مورد انتقاد فعالان بورس قرار گرفت.

## واگذاری سهام
گروه صنعتی رنا نمونه‌ای از پدیده سهامداری چرخه‌ای محسوب می‌شود. این شرکت پیش‌تر مالک ۸٪ از سهام ایران خودرو بود در حالی که در حالی که متقابلاً ۱۵٪ از سهام خودش تحت تملک ایران خودرو بوده‌است. رنا همچنین سال‌هاست از سهامداران عمده سایپا است. در دی ۱۳۹۶، این شرکت بیش از ۱۶٪ از سهام سایپا را در اختیار داشت، در حالی که سایپا نیز مالک ۵۵٪ از سهام گروه صنعتی رنا بوده‌است. همچنین بخش عمده‌ای از سهام رنا (تا ۳۹٪) تحت تملک سازمان گسترش و نوسازی صنایع ایران (ایدرو) بوده‌است که خود از سهامداران عمده ایران‌خودرو و سایپاست. شرکت سرمایه‌گذاری صبا تأمین وابسته به سازمان تأمین اجتماعی هم در زمره سهامداران عمده رنا است. مرکز پژوهش‌های مجلس شورای اسلامی در گزارشی که در سال ۱۳۹۰ تحت عنوان «آسیب‌شناسی واگذاری سهام شرکت‌های خودروسازی سایپا، رنا و ایران‌خودرو» منتشر کرد این موضوع را مغایر با روح حاکم بر سیاست‌های اصل ۴۴ قانون اساسی دانست.